# René López
René López (Morelia, Michoacán; 4 de enero de 2002) es un futbolista mexicano, juega como defensa lateral y su equipo actual es el Atlético Morelia de la Liga de Expansión MX.

## Inicios
Canterano de los Tuzos de Pachuca, estando desde el año 2017 jugando en la sub-15, sub-17, sub-20, sub-23 y tercera división.
Debut en Primera División
Hizo su debut en primera división el 7 de noviembre de 2020 ante Necaxa, a partir del año 2024 empieza a ser más recurrente en el primer equipo.

### Atlético Morelia
Para el Apertura 2024 terminaría llegando al equipo michoacano.